# Les Voyages d’Orion
Les Voyages d’Orion ist ein frankobelgischer Comic über die Antike.
Als Jacques Martin die Zusammenarbeit mit Casterman beendete, ermöglichte er seinen bisherigen Mitarbeitern die Illustration verschiedener Zeitepochen des Altertums. Namensgeber war der Titelheld aus seiner zeitgleich gestarteten Abenteuerserie Orion. Zunächst ging er eine Vereinbarung mit dem Verlag Deux Coqs d’Or ein, der jedoch bereits 1991 in Hachette aufging. Die Weiterführung stellte er dann mit seinem eigenen Vertriebskanal Orix sicher.
Mit der Übernahme durch Dargaud 1995 ging die Umbenennung auf Les Voyages d’Alix einher.

## Albenausgaben
1. La Grèce 1 (1990)
2. L’Égypte 1 (1992)
3. Rome 1 (1993)
4. La Grèce 2 (1994)
5. Rome 2 (1995)